# Gnossiennes
Le Gnossiennes sono sette brani per pianoforte composti da Erik Satie tra il 1889 e il 1897.

## Caratteristiche
Il termine è stato coniato da Satie per indicare un nuovo tipo di composizione musicale. Gnossienne deriva apparentemente dalla parola gnosi, cosa non troppo sorprendente data l'implicazione di Satie in sette e movimenti gnostici nel periodo in cui iniziò a comporre questi brani. Alcune fonti, tuttavia, asseriscono che il titolo derivi dal famoso palazzo cretese di Cnosso, o "Gnossus", e che le composizioni siano dunque da collegare al mito di Teseo, Arianna e il Minotauro.
Satie compose le Gnossiennes fra il 1889 e il 1897, ossia nel decennio successivo a quello in cui scrisse le tre Sarabandes (1887) e le più famose Gymnopédies (1888). Come le Sarabandes e le Gymnopédies, le Gnossiennes sono spesso state definite delle "danze".